# Denise Schmandt-Besserat
Denise Schmandt-Besserat (10 d'agost de 1933; Ay, estat francés) és una arqueòloga franco-nord-americana especialista en matèries d'art i arqueologia de l'Antic Orient. És professora honorària de la Universitat de Texas a Austin. Demostrà que l'escriptura es desenvolupà per la necessitat de comptar béns que tenien els humans en el període paleolític superior i en conseqüència s'assoliren descobriments bàsics en aritmètica per comunitats nòmades formades per recol·lectors i caçadors que vivien cap al 7500 ae.